# تل اکبرآباد
تل اکبر آباد مربوط به دوران‌های تاریخی پس از اسلام است و در شهرستان فسا، جنوب شرقی پاسگاه زرجان واقع شده و این اثر در تاریخ ۱۹ اسفند ۱۳۸۰ با شمارهٔ ثبت ۴۸۹۶ به‌عنوان یکی از آثار ملی ایران به ثبت رسیده است.